# Santo Inácio de Loyola no Campo de Marte (diaconia)
Santo Inácio de Loyola no Campo de Marte (em latim: S. Ignatii de Loyola in Campo Martio) é uma diaconia instituída em 28 de junho de 1991 pelo Papa João Paulo II. Sua igreja titular é Sant'Ignazio di Loyola in Campo Marzio.

## Titulares protetores
- Paolo Dezza, S.J. (1991-1998)
- Roberto Tucci, S.J. (2001-2011); título pro hac vice (2011-2015)
- Luis Francisco Ladaria Ferrer, S.J. (2018 - atual)